# Gare de Latour-de-Carol - Enveitg
La gare de Latour-de-Carol - Enveitg est une gare ferroviaire française, située sur le territoire des communes d'Enveitg (sud-est) et de Latour-de-Carol (nord-ouest), dans le département des Pyrénées-Orientales, en région Occitanie. Elle se trouve dans le quartier de la Cité, près de la route nationale 20 (ou route européenne 9). Elle se situe également à proximité de la frontière, et est reliée au réseau ferroviaire espagnol.
C'est une gare de la Société nationale des chemins de fer français (SNCF), desservie par des Intercités de nuit et des trains régionaux du réseau TER Occitanie (dont la ligne de Cerdagne), mais également par des trains de la Renfe (ligne R3 des Rodalies de Catalunya) ; elle est ainsi une gare internationale.

## Situation ferroviaire
Établie à 1 231 mètres d'altitude, la gare de Latour-de-Carol - Enveitg est située au point kilométrique (PK) 163,038 de la ligne de Portet-Saint-Simon à Puigcerda (frontière) — à voie normale —, entre la gare ouverte de Porté-Puymorens et la frontière franco-espagnole ; elle est aussi l'aboutissement de la ligne de Ripoll à Puigcerdà — dont la voie est à l'écartement ibérique —, après la gare de Puigcerdà. Gare de bifurcation, elle se trouve également au PK 62,561 de la ligne de Villefranche - Vernet-les-Bains à Latour-de-Carol — à voie métrique —, après la gare de Béna-Fanès.
Elle présente plusieurs particularités, en l'occurrence, :
- trois écartements de voie différents (comme la gare de Montreux, en Suisse) : voie normale, métrique et ibérique. Elle est la seule gare de France à disposer de ces trois types de voie (les autres gares frontalières avec l'Espagne, Hendaye et Cerbère, n'en comportent que deux) ;
- trois tensions d'alimentation, toutes en courant continu : 1,5 kV et 3 kV, mais également 850 V ;
- le plus long quai couvert d'Europe (quai de la voie 1).

## Histoire
Depuis 1967, la gare est le terminus systématique des trains de la SNCF (circulant sur le Transpyrénéen Oriental), car ces derniers ont cessé d'atteindre Puigcerdà.
Cette gare a été fermée au service de fret le 12 décembre 2004.

## Fréquentation
De 2015 à 2023, selon les estimations de la SNCF, la fréquentation annuelle de la gare s'élève aux nombres indiqués dans le tableau ci-dessous :
| Année           | 2015   | 2016   | 2017   | 2018   | 2019   | 2020   | 2021   | 2022   | 2023   |
| --------------- | ------ | ------ | ------ | ------ | ------ | ------ | ------ | ------ | ------ |
| Voyageurs seuls | 51 611 | 48 806 | 49 671 | 47 425 | 56 705 | 37 219 | 53 545 | 76 304 | 95 090 |

## Service des voyageurs

### Accueil
Gare de la SNCF, elle dispose d'un bâtiment voyageurs, avec guichet. Elle dispose du service « Accès Plus », pour les personnes à mobilité réduite.
Les billets pour l'Espagne s'achètent dans les trains qui s'y rendent.

### Desserte
Latour-de-Carol - Enveitg étant située à la jonction de trois lignes, sa desserte est la suivante :

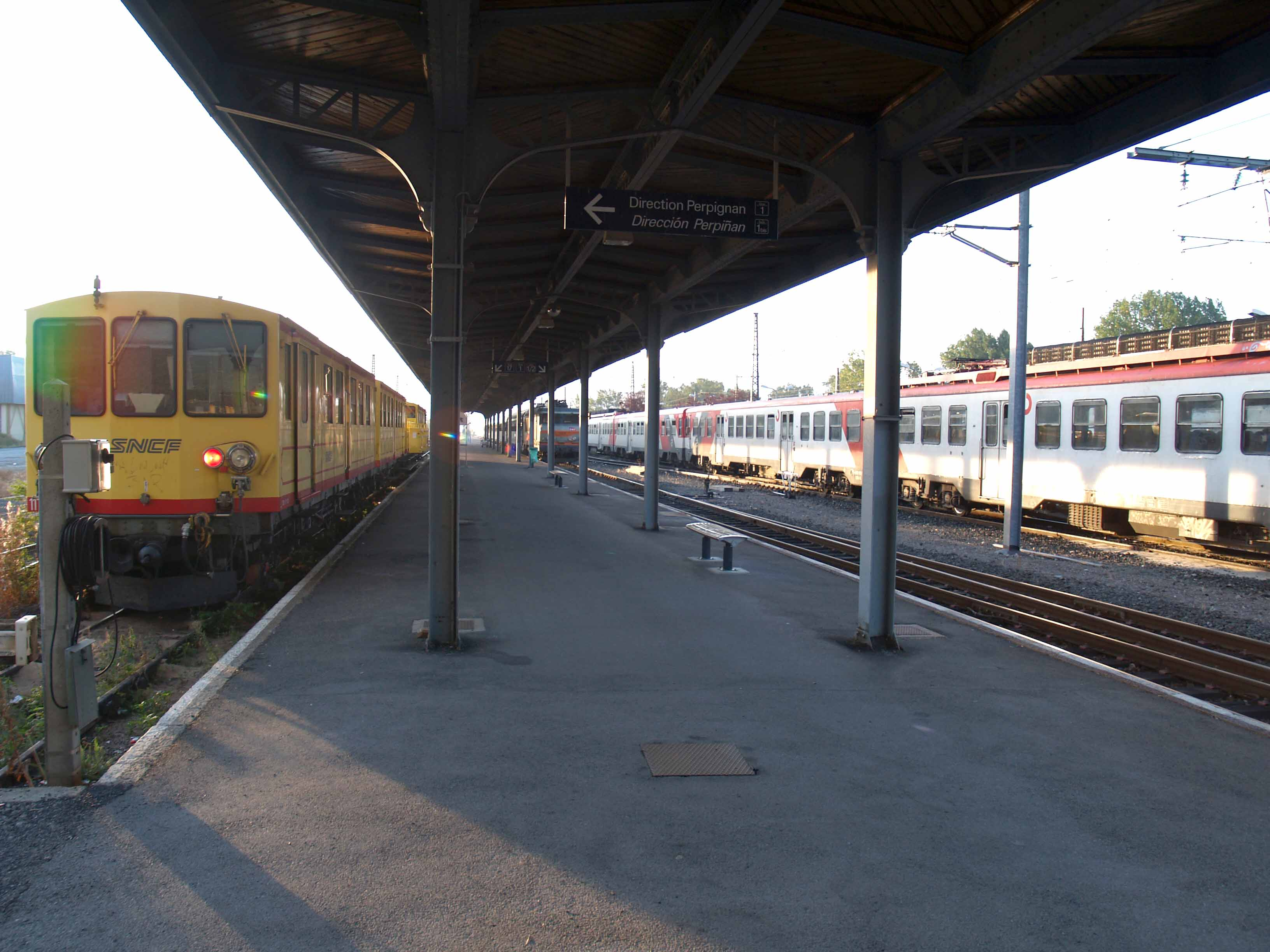
De gauche à droite : le « Train Jaune », un autre convoi de la SNCF et une rame espagnole (de type), en septembre 2006.

- vers le nord-ouest : liaisons vers Toulouse (TER Occitanie) et Paris (Intercités de nuit)[6] ;
- vers l'est : liaison vers Villefranche-de-Conflent (puis correspondance pour Perpignan), par le « Train Jaune[6],[3] » ;
- vers le sud : liaison vers Barcelone et L'Hospitalet de Llobregat (ligne R3 des Rodalies de Catalunya)[7].

### Intermodalité
Un parking est disponible devant le bâtiment voyageurs.
Les lignes 562 et 566 du réseau liO desservent la gare.

## Dans la culture
La gare a été popularisée par Brigitte Fontaine, avec sa chanson Lettre à Monsieur le Chef de gare de La Tour de Carol.